# Fayette (Alabama)
Fayette is een plaats (city) in de Amerikaanse staat Alabama, en valt bestuurlijk gezien onder Fayette County.

## Demografie
Bij de volkstelling in 2000 werd het aantal inwoners vastgesteld op 4922.
In 2006 is het aantal inwoners door het United States Census Bureau geschat op 4719, een daling van 203 (-4,1%).

## Geografie
Volgens het United States Census Bureau beslaat de plaats een oppervlakte van
22,4 km², waarvan 22,2 km² land en 0,2 km² water. Fayette ligt op ongeveer 307 m boven zeeniveau.

## Plaatsen in de nabije omgeving
De onderstaande figuur toont de plaatsen in een straal van 32 km rond Fayette.